# Wigoltingen
Wigoltingen es una comuna suiza del cantón de Turgovia, ubicada en el distrito de Weinfelden. Limita al norte con las comunas de Homburg, Raperswilen y Wäldi, al este con Kemmental y Märstetten, al sur con Amlikon-Bissegg, y al oeste con Müllheim y Hüttlingen.

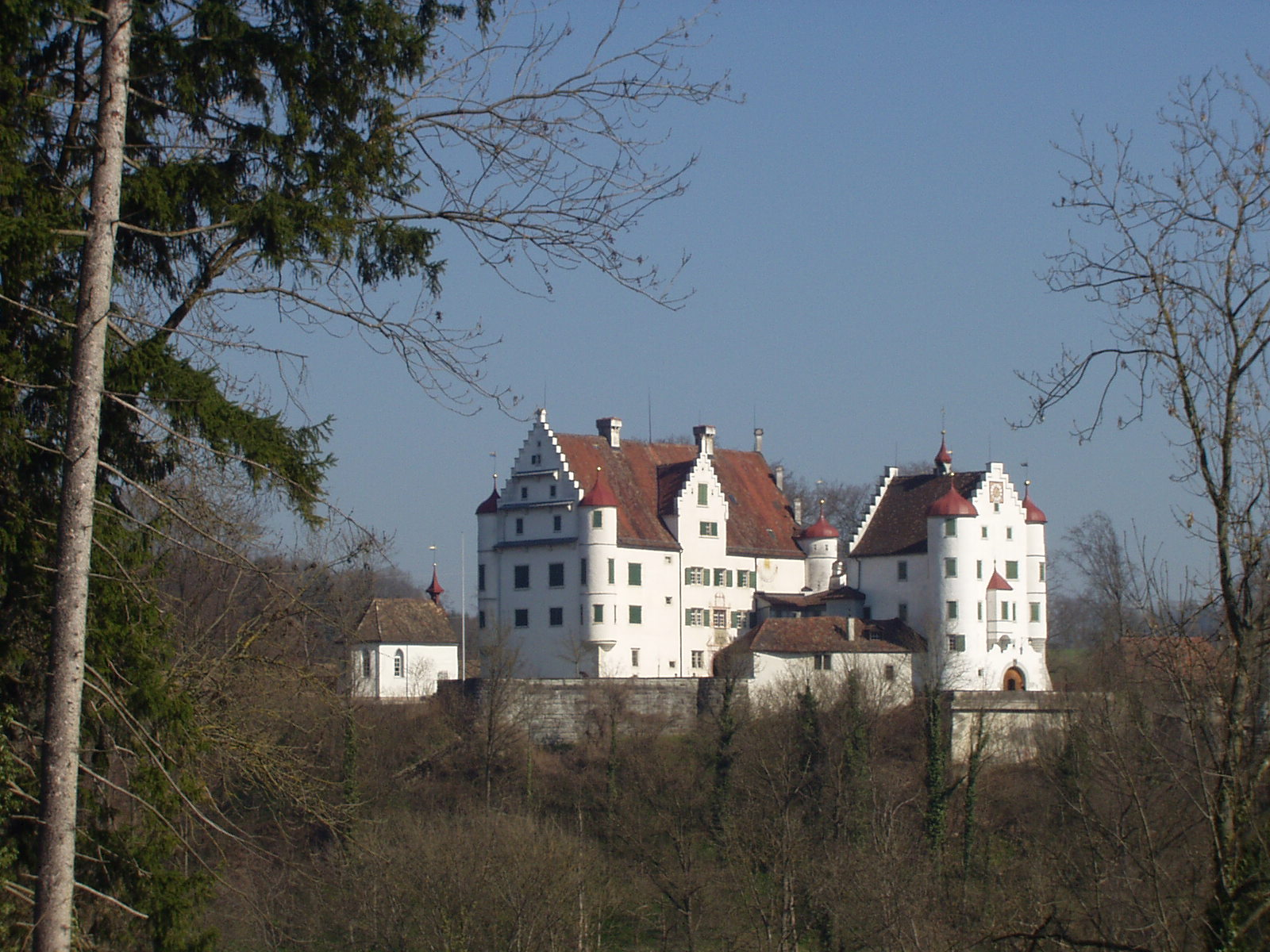
Castillo de Altenklingen, Wigoltingen.